# Hobart International 2014
L'Hobart International 2014 è stato un torneo di tennis giocato sul cemento. È stata la 21ª edizione del torneo che fa parte della categoria International nell'ambito del WTA Tour 2014. Si è giocato al Hobart International Tennis Centre di Hobart in Australia, dal 6 al 12 gennaio 2014.

## Partecipanti

### Teste di serie
| Nazionalità | Giocatrice               | Ranking* | Testa di serie |
| ----------- | ------------------------ | -------- | -------------- |
| Australia   | Samantha Stosur          | 18       | 1              |
| Belgio      | Kirsten Flipkens         | 20       | 2              |
| Russia      | Elena Vesnina            | 25       | 3              |
| Russia      | Anastasija Pavljučenkova | 26       | 4              |
| Italia      | Flavia Pennetta          | 31       | 5              |
| Germania    | Mona Barthel             | 34       | 6              |
| Rep. Ceca   | Klára Zakopalová         | 35       | 7              |
| Serbia      | Bojana Jovanovski        | 36       | 8              |

* Ranking al 30 dicembre 2013.

### Altre partecipanti
Giocatrici che hanno ricevuto una Wild card:
- Casey Dellacqua
- Olivia Rogowska
- Storm Sanders

Giocatrici passate dalle qualificazioni:

- Alison Van Uytvanck
- Garbiñe Muguruza Blanco
- Madison Brengle
- Estrella Cabeza Candela

## Punti e montepremi
Il montepremi complessivo è di 250.000 $.
| Torneo    | Torneo              | V      | F      | SF     | QF    | 2T    | 1T    | Q  | Q3    | Q2  | Q1  |
| Singolare | Punti               | 280    | 180    | 110    | 60    | 30    | 1     | 18 | 14    | 10  | 1   |
| Singolare | Premi in denaro ($) | 43.000 | 21.400 | 11.300 | 5.900 | 3.310 | 1.925 | –  | 1.005 | 730 | 530 |
| Doppio    | Punti               | 280    | 180    | 110    | 60    | 1     | –     | –  | –     | –   | –   |
| Doppio    | Premi in denaro ($) | 12.300 | 6.400  | 3.435  | 1.820 | 960   | –     | –  | –     | –   | –   |

## Campionesse

### Singolare
Garbiñe Muguruza Blanco ha sconfitto in finale  Klára Zakopalová per 6-4, 6-0.
- È il primo titolo in carriera per la Muguruza Blanco.

### Doppio
Monica Niculescu /  Klára Zakopalová hanno sconfitto in finale  Lisa Raymond /  Zhang Shuai per 6-2, 6(5)–7, [10-8].